# Sky Girls
Sky Girls (スカイガールズ) est un anime japonais, paru au format OAV le 25 août 2006, produit par Konami, réalisé par Yoshiaki Iwasaki, et animé par J.C. Staff, d'une durée de 30 minutes. Une adaptation en série télévisée de 26 épisodes a été diffusée au Japon à partir du 6 juillet 2007. Cette série à beaucoup de similitudes avec la série Strike Witches.

## Synopsis
Entre 2071 et 2074, la Terre est en guerre avec des créatures nanotechnologiques : les Worms (Weapon Of Raid Machines). Le tiers de l'humanité périt dans les combats, mais la guerre prend fin avec l'utilisation d'armes de destruction massive repoussant l'envahisseur mais en disloquant les continents et engloutissant la moitié des terres immergées. 
À la suite de la disparition de 90 % des hommes de 20 à 30 ans, des enfants soldats sont recrutés pour combler les pertes. 
Lorsque les Worms repassent à l'attaque en 2084, une équipe de trois jeunes filles est créée : Eika, Otoha, et Karen, les Sonic Divers, doivent protéger la Terre à bord de leurs exosquelettes volants.

## Liste des épisodes
1. Les candidates
2. Sonic Diver
3. Premier vol
4. Premier jour en ville
5. Je compte sur toi, Zero !
6. Le secret de Nanae
7. Appelez-nous, Sky Girls
8. En route pour les sources thermales !
9. Delta Lock
10. Le fantôme de la base
11. La quatrième Sky Girls
12. Au revoir, Oppama
13. Kouryu de sortie
14. Quadralock
15. Père et fille
16. Arrêt dans un port
17. Les sky girls des îles
18. Intrus
19. Les chroniques d'Aisha
20. La première impression de ce chercheur
21. Front commun
22. Croix du Sud - Sainte nuit
23. L'aile perdue
24. Combat
25. Otoha, encore une fois
26. L'Avenir

## Personnages
Les Sky Girls
- Otoha Sakurano : 16 ans, elle vit sur l'Ile Seto et sa famille tient un dojo de Kenjutsu dont elle est l'héritière. Par conséquent, elle est très forte au combat à l'épée. Son sonic diver se nomme Reijin mais par la suite Otoha le nommera Zero.
- Karen Sonomiya : 16 ans, elle habite Sendaï. On peut la définir comme une petite intello (Quotient intellectuel de 200 sur sa fiche officielle) qui est aussi très timide surtout avec les garçons. Elle va accepter de rejoindre l'escadron de sonic diver car elle veut aider les gens. Son sonic diver se nomme Fujin.
- Eika Ichijo : C'est la meilleure étudiante de la base Kasuka. Un peu effrayante et peu fréquentable, elle peut parfois être gentille. Elle pense surtout à s'entraîner sans relâche et garde son sérieux et son sang froid quoi qu'il arrive. C'est une pilote très talentueuse bien que ses résultats pour faire partie de l'escadron des sonics divers étaient à la limite du requis. Son sonic diver se nomme Raijin.
- Elise von Dietrich : (Arrive plus tard dans l'histoire). 15 ans, de nationalité allemande. Seule survivante après la destruction de la base de l'Europe de l'Ouest par les Worms. Son sonic diver se nomme Bachstelze ou Bach.
- Aisha Krishnam : (Arrive plus tard dans l'histoire). Jeune fille mystérieuse dont le père a travaillé sur la nanotechnologie. Son sonic diver se nomme Zunya.

L'armée
- Souya Togo : Lieutenant-colonel, ancien pilote de combat et superviseur des Sky Girls.
- Rei Hizuki : Commandant du 13e bataillon aérien (les Sky Girls).
- Nanae Fujieda : Secrétaire de l'armée travaillant pour Hizuki.
- Hayami Takumi : Il est agent de liaison des Sonic Divers et assistant chef-cuisinier.

Les mécanos
- Oto Seibi : Capitaine, chef des mécanos.
- Ryohei Tachibana : Mécano spécialisé de Reijin.
- Ranko Mikogami : Mécano spécialisé de Raijin, sœur jumelle de Haruko.
- Haruko Mikogami : Mécano spécialisé de Fuujin, sœur jumelle de Ranko.

Personnages secondaires
- Suou Kiriko : Elle dirige l'équipe des spécialistes des Worms et du projet Sonic Diver. Elle aussi est la protectrice de Aisha.
- Amiral Ichijo : Père de Eika. Il a sous sa juridiction les projets Sonic Diver et Vic Viper.
- Yayoi Makihara : Meilleure amie de Karen.
- Dr Aki Yuko : Médecin à bord du Koryu. Elle est veuve et a un fils.
- Zin Hizaki : Pilote du Vic Viper et vieille connaissance de Togo.
- Yuki Sakurano : Frère jumeau de Otoha.
- Kae Sakurano : Mère de Otoha.
- Tenzan Sakurano : Grand-père de Otoha.
- Ani Sonomyia : Frère de Karen, il est architecte et correspond régulièrement par lettres avec sa sœur

## Les lieux
- Mer intérieure : Là où vit Otoha et sa famille, sur l'île de Seto.
- Fukuoka, Base de Kasuga : Base aérienne de l'armée.
- Base de Yokosuka : Base aérienne de l'armée.
- Le centre de test Oppama : Lieu d'entraînement et de vie des Sky Girls.
- Senkai, université de Senkai : L'université où étudie Karen.
- Kouryu : Le bateau d'opération des Sky Girls.

## Bande originale
Générique d'ouverture
- OAV : Baby's Tears de Riyu Kosaka
- TV : Virgin's high! de MELL (en)

Générique de fin
- OAV : Shooting Star~願いをこめて~ de Saori Goto
- TV : True Blue de Saori Goto